# Englehart River
Der Englehart River ist ein rechter Nebenfluss des Blanche River im Timiskaming District im Nordosten der kanadischen Provinz Ontario.
Der Englehart River entspringt nördlich der Fallduck Lakes in der Bompas Township. Er fließt in überwiegend südöstlicher Richtung, wobei er ein stark mäandrierendes Verhalten aufweist. An seinem Flusslauf liegt der Englehart River Fine Sand Plain and Waterway Provincial Park. 34 km des Flusslaufs befinden sich innerhalb des Schutzgebiets. Dieser reicht bis zum Long Lake, eine 24 km lange Flussverbreiterung des Englehart River. Anschließend fließt der Englehart River in östlicher Richtung durch Charlton. Er überwindet weiter flussabwärts im Kap-Kig-Iwan Provincial Park die namensgebenden Kap Kig Iwan Falls. Kurz darauf wendet sich der Fluss nach Norden und durchfließt den Ort Englehart um weitere 3 km darauf in den Blanche River zu münden.
Der Englehart River hat eine Länge von etwa 100 km. Sein Einzugsgebiet umfasst mehr als 1100 km².
Der Mittellauf des Englehart River verläuft entlang der Cross-Lake-Fault-Verwerfung. Diese bildet die südwestliche Abgrenzung des Lake Timiskaming Rift Valley, eines Grabensystems des Präkambrischen Schilds.

## Fauna
Im Englehart River kommen folgende Fischarten vor: Glasaugenbarsch, Amerikanischer Seesaibling, Hecht, Quappe, Coregonus artedi (engl. lake herring), Katzenwels, Schwarzbarsch, Amerikanischer Flussbarsch und die Saugkarpfen-Art Catostomus commersonii (engl. white sucker). Die Population des Amerikanischen Seesaiblings wird bevorratet und ist nicht indigen.

## Freizeit
Von der Ontario Highway 66-Brücke am Nordende des Englehart River Fine Sand Plain and Waterway Provincial Park führt eine Kanuroute bis zum Kap-Kig-Iwan Provincial Park.